# Maria Amália de Espanha (1779–1798)
Maria Amália Luísa (Palácio Real d'O Pardo, 9 de janeiro de 1779 — Palácio Real de Madrid, 22 de julho de 1798), foi uma Infanta de Espanha, quarta filha do rei Carlos IV de Espanha e da sua esposa, a princesa Maria Luísa de Parma.

## Vida
Nascida no Palácio Real de El Pardo, Maria Amália foi a segunda filha sobrevivente do rei Carlos IV de Espanha e sua esposa Maria Luísa de Parma, neta de Luís XV da França.

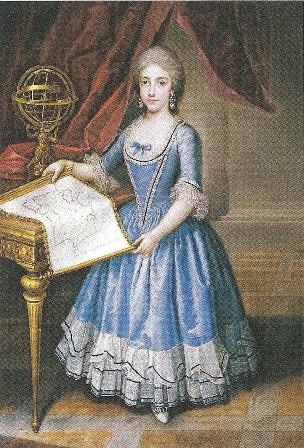
Infanta Maria Amália.

A mãe de Maria Amália arranjou seu casamento com seu primo materno Luís, príncipe hereditário de Parma. O príncipe chegou à corte espanhola, em 1794, para concluir sua educação. Ele era loiro, de boa aparência, de caráter amável e tinha um grande interesse pela ciência. No entanto, Maria Amália não era particularmente atraente e era rabugenta, reservada e tímida no caráter. Luís, que era igualmente tímido, preferiu sua irmã mais nova, Maria Luísa, que apesar de ter apenas doze anos, tinha uma disposição mais alegre e um pouco mais bonita. Os pais de Maria Amália aceitaram a inesperada mudança de noivas, mas tornou-se urgente encontrar um marido para a triste e desprezada Maria Amália. Como ela era a mais velha das duas irmãs, seria humilhante para Maria Amália que sua irmã mais nova não só se casasse com seu noivo anterior, mas que Maria Luísa se casasse primeiro.

## Casamento e Morte
Encontrar um novo noivo para Maria Amália de uma posição real em um período de tempo tão curto não foi um assunto fácil; Assim, seus pais decidiram casar Maria Amália com seu tio, Antônio Pascoal, Infante da Espanha, que era vinte e quatro anos mais velho do que ela. O Infante Antônio tinha trinta e nove anos. Considerado de inteligência muito limitada, seus interesses eram jardinagem, agricultura e caça. Ele permaneceu solteiro sem responsabilidades de qualquer tipo.
Maria Amália se casou com seu tio em 25 de agosto de 1795 no Palácio Real de La Granja. Foi um casamento duplo; ao mesmo tempo, sua irmã Maria Luísa, de 13 anos, casou-se com Luís, príncipe de Parma, o pretendente original de Maria Amália. Os dois casais continuaram morando na corte real espanhola. 
Durante o outono de 1797, Maria Amália engravidou de seu primeiro filho. Em 20 de julho de 1798, ela entrou em trabalho de parto. O parto foi complicado. O bebê ficou preso pelos ombros no canal do parto e os médicos não conseguiram extraí-lo. Após dois dias, o cirurgião finalmente interveio. Até então o bebê, um menino, estava morto. Enquanto seu filho foi enterrado em El Escorial, Maria Amália sofreu em agonia. Ela contraiu uma infecção durante a provação e morreu em 22 de julho de 1798. Ela tinha apenas dezenove anos de idade.

## Honras
- Espanha: 3.° Dama Nobre da Ordem da Rainha Maria Luísa - .

## Genealogia
| Maria Amália de Espanha | Pai: Carlos IV de Espanha | Avô paterno: Carlos III de Espanha   | Bisavô paterno: Filipe V de Espanha     |
| Maria Amália de Espanha | Pai: Carlos IV de Espanha | Avô paterno: Carlos III de Espanha   | Bisavó paterna: Isabel Farnésio         |
| Maria Amália de Espanha | Pai: Carlos IV de Espanha | Avó paterna: Maria Amália da Saxônia | Bisavô paterno: Augusto III da Polônia  |
| Maria Amália de Espanha | Pai: Carlos IV de Espanha | Avó paterna: Maria Amália da Saxônia | Bisavó paterna: Maria Josefa da Áustria |
| Maria Amália de Espanha | Mãe: Maria Luísa de Parma | Avô materno: Filipe I de Parma       | Bisavô materno: Filipe V de Espanha     |
| Maria Amália de Espanha | Mãe: Maria Luísa de Parma | Avô materno: Filipe I de Parma       | Bisavó materna: Isabel Farnésio         |
| Maria Amália de Espanha | Mãe: Maria Luísa de Parma | Avó materna: Luísa Isabel de França  | Bisavô materno: Luís XV de França       |
| Maria Amália de Espanha | Mãe: Maria Luísa de Parma | Avó materna: Luísa Isabel de França  | Bisavó materna: Maria Leszczyńska       |